# Tixall
Tixall – wieś w Anglii, w hrabstwie Staffordshire. Leży 6 km na wschód od miasta Stafford i 194 km na północny zachód od Londynu.